# 轟轟戰隊冒險者VS超級戰隊

## 本作特色
- 日本《超級戰隊系列》第30部紀念作品，也是超級戰隊V-cinema系列的第13部劇場版。與《百獸戰隊牙吠連者VS超級戰隊》一樣，為現任戰隊和歷年戰隊共同演出之作品。
- 本劇場版以第30支超級戰隊《轟轟戰隊冒險者》為中心，並邀請第26~29支戰隊之部分成員共同參與演出。
- 本作繼《百獸戰隊牙吠連者VS超級戰隊》、《劇場版 百獸戰隊牙吠連者 怒吼吧，火山》、《轟轟戰隊冒險者 THE MOVIE 最強的密寶》後，東映第四部為紀念《超級戰隊系列》誕生的電影作品。
- 而這次則登場了一位從異世界降臨至世界的全紅色戰士「赤紅」，一開始看見高賈大神官與時光魔人克洛諾斯正在進行交易，天亮後便出現在高丘映士的面前表示「而我就是從這些身為戰隊隊長[1]們，他們祈求和平的心願中所誕生的人」。因此可變身成歷代超級戰隊的29名紅色戰士，左胸的徽章「30th anniversary」可變出歷代紅色戰士的武器。後來在2011年第35支紀念作《海賊戰隊豪快者》登場時，左胸的徽章變成「35th anniversary」；而2016年第40支紀念作《動物戰隊獸王者》則是「40th anniversary」：2021年第45支紀念作《機界戰隊全開者》則是「45th anniversary」[2]。

## 故事概要
- 故事發生在《轟轟戰隊冒險者》本篇第42-43話之間。描述時光魔人克洛諾斯，在與高賈大神官的聯手之下，打算讓強大的秘寶復活，並藉此征服世界，將明石曉等五位冒險者變往異次元空間，但是第六位冒險者高丘映士幸運逃過一劫。為了救回夥伴的高丘映士在尋求幫助的途中遇見了赤紅，赤紅便給予高丘映士方法，那就是去尋找可協助的歷代戰隊隊員，一同阻止克洛諾斯的危險行動。這時魔法光突然出現在五位冒險者面前，六人在映士和其他戰士們的協助下，一同逃出異次元空間。

## 登場角色

### 轟轟戰隊冒險者
| 演員/配音員 | 角色     | 代號     | 台配   |
| ----------- | -------- | -------- | ------ |
| 高橋光臣    | 明石曉   | 冒險紅   | 李景唐 |
| 齋藤康嘉    | 伊能真墨 | 冒險黑   | 于正昌 |
| 三上真史    | 最上蒼太 | 冒險藍   | 賀宇傑 |
| 中村知世    | 間宮菜月 | 冒險黃   | 詹雅菁 |
| 末永遙      | 西堀櫻   | 冒險粉紅 | 馮嘉德 |
| 出合正幸    | 高丘映士 | 冒險銀   | 劉傑   |
| 堀秀行      | 茲邦     | 黃金之劍 | 李景唐 |

### 歷代戰隊共同演出
| 戰隊             | 演員/配音員 | 角色     | 代號     | 台配   |
| ---------------- | ----------- | -------- | -------- | ------ |
| 本作原創         | 古谷徹      | 赤紅     | 赤紅     | 于正昌 |
| 忍風戰隊破裏劍者 | 長澤奈央    | 野乃七海 | 破裏劍藍 | 馮嘉德 |
| 爆龍戰隊暴連者   | 阿部薰      | 飛鳥     | 暴黑     | 李景唐 |
| 特搜戰隊刑事連者 | 吉田友一    | 姶良鐵幹 | 刑事破曉 | 于正昌 |
| 魔法戰隊魔法連者 | 松本寬也    | 小津翼   | 魔法黃   | 賀宇傑 |
| 魔法戰隊魔法連者 | 市川洋介    | 光       | 魔法光   | 劉傑   |

### 相關人物
- 牧野森男（演：齊木茂／台灣CV：賀宇傑）
- Mr.Voice（CV：田中信夫／台灣CV：劉傑）
- 魔法貓史莫奇（CV：草尾毅／台灣CV：賀宇傑）

### 本作敵人
- 高賈大神官（演：大高洋夫／台灣CV：于正昌）

《轟轟戰隊冒險者》本篇中的第一強敵，本次與時光魔人克洛諾斯聯手。
- 時光魔人克洛諾斯（CV：緒方文興／台灣CV：賀宇傑）

本劇的幕後黑手，救活了三位歷代戰隊的敵人，並於戰鬥巨大化時將他們合體成武器三賢者之仗。最後被由冒險銀、赤紅等7位歷代戰隊成員之力改造之大航行者用「30超級戰隊魂」擊敗。
- 公爵變異人角角（演：斉藤レイ／台灣CV：汪世瑋）

《百獸戰隊牙吠連者》中的公爵變異人，獨角怪一族，公爵殿下隨從之一。
- 一之槍芙拉碧裘（演：山本梓／台灣CV：詹雅菁）

《忍風戰隊破裏劍者》中，暗黑七本槍的一之槍。
- 魔導神官魅迷（CV：高戶靖廣／台灣CV：李景唐）

《魔法戰隊魔法連者》中，冥府的第二任指揮。
以上三人在本次被時光魔人克洛諾斯之力救活，最後被克洛諾斯合體成武器三賢者之仗，克洛諾斯遭擊敗後也跟著再次死亡。

## 趣事
- 本作其中兩位女性戰隊演員末永遙和長澤奈央同2014年2月22日結婚，而且都是嫁給不同體育選手（末永是柔道五段奧運銀牌國手泉浩，長澤是鹿島鹿角足球隊選手中田浩二）。

## 外部連結
- 《轟轟戰隊冒險者VS超級戰隊》官方網站（日文） （页面存档备份，存于）

1. ↑  紅色戰士
2. ↑  .   [2022-05-10]. （原始内容存档于2022-05-10）.